# TUI fly Netherlands

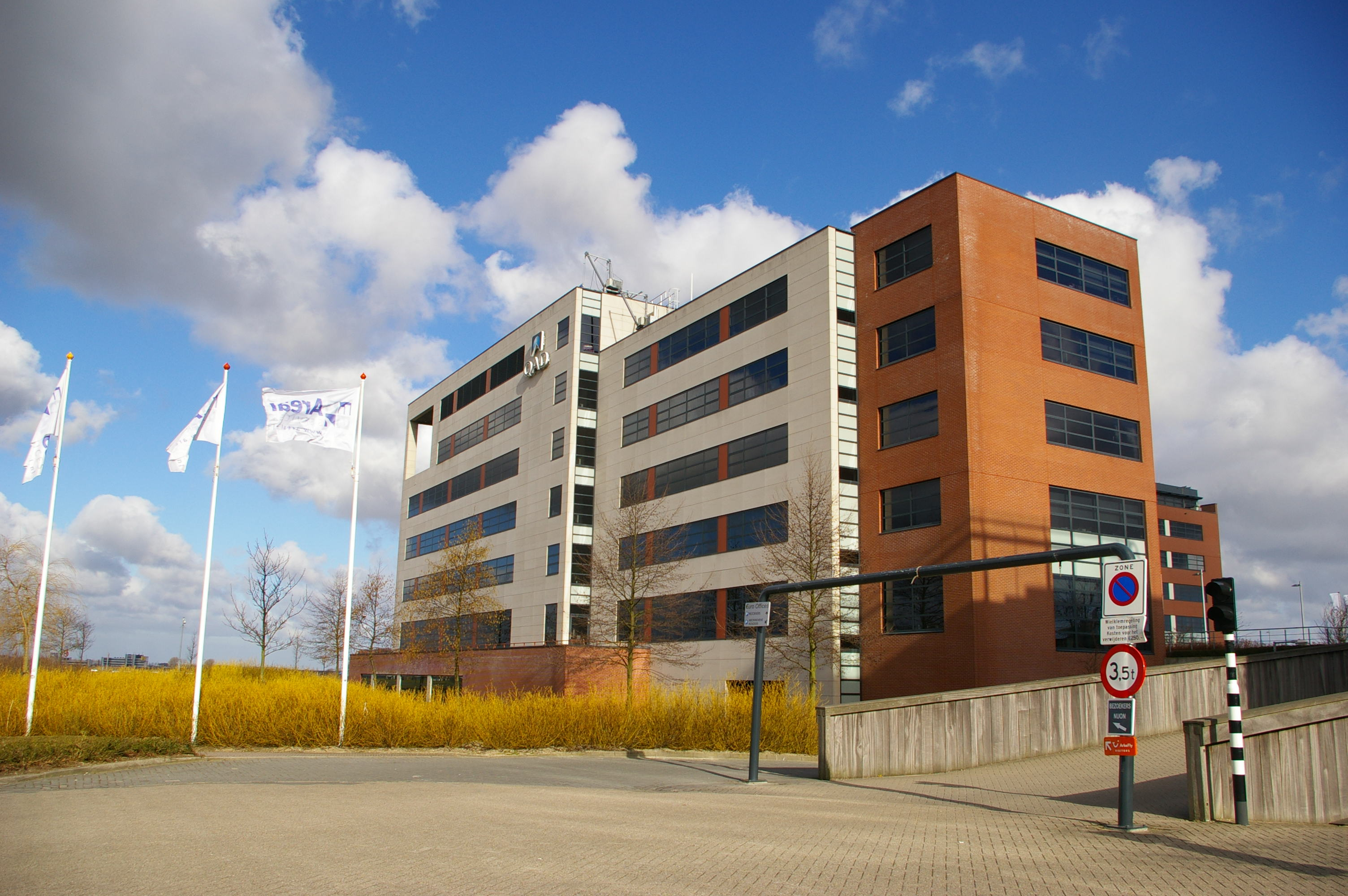
La sede de TUI Airlines Nederland.

TUI fly Netherlands (anteriormente llamada Arkefly) es una aerolínea neerlandesa con base en Ámsterdam, y forma parte de la alianza virtual TUI AG. Su nombre es TUI Airlines Nederland B.V., y su código IATA es OR.

## Historia
TUI Airlines Nederland remonta sus raíces a Air Holanda, que fue fundada en 1981. Después de los problemas financieros de Air Holanda, fue adquirida por el Grupo de Exel Aviation y comenzó a operar de nuevo como Exel Nederland en marzo de 2004. En mayo de 2005, el grupo Exel Aviation Group fue declarado en quiebra. El Grupo TUI alemán se hizo cargo de las actividades de la aerolínea y le cambió el nombre a ArkeFly. Ahora es propiedad en su totalidad por el Grupo TUI. Su nombre se debe al mayor operador turístico holandés, Arke, que también pertenece al Grupo TUI. 
La aerolínea, nuevamente reorganizada, operó su primer vuelo en septiembre de 2005.
En octubre de 2013, Arkefly cambió su nombre por cuestiones de marketing para igualarlo a la agencia de viajes del mismo nombre.
El 13 de mayo de 2015, fue anunciado por el Grupo TUI que las cinco filiales aéreas se llamarían TUI, mientras que mantiene su certificado de operador aéreo por separado, lo que les llevó más de tres años en completar. Arke fue el primero en sufrir el cambio, y pasó a llamarse TUI el 1 de octubre de 2015.

## Flota

### Flota Actual

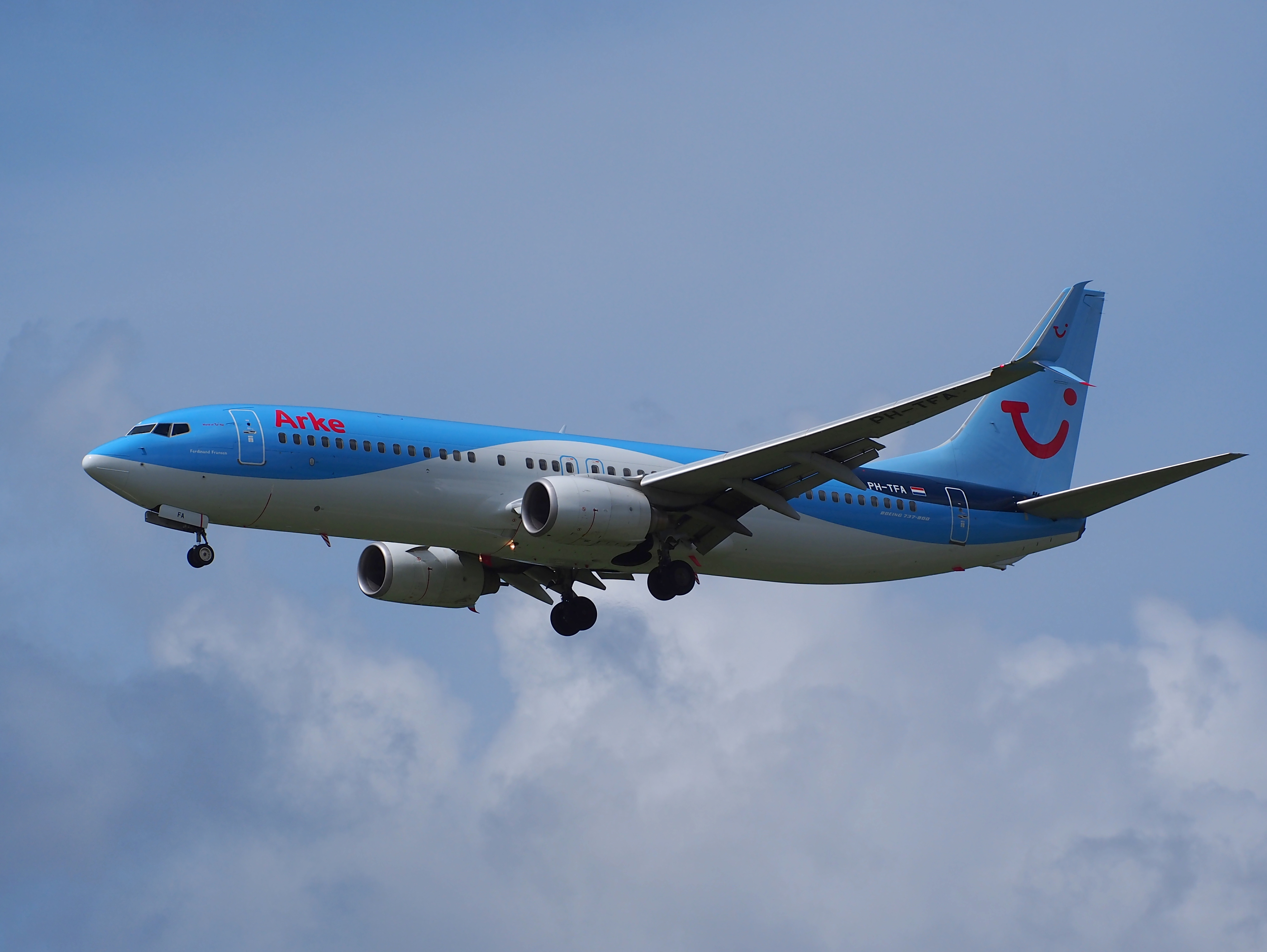
Boeing 737 de TUI Airlines Nederland en el Aeropuerto de Ámsterdam.

La flota de TUIfly es la siguiente, con una edad media de 6.5 años (a agosto de 2022):

## Destinos

### Destinos internacionales
| Ciudades por países                | nombre del aeropuerto                      |              |              |              |              |
| Norteamérica                       | Norteamérica                               | Norteamérica | Norteamérica | Norteamérica | Norteamérica |
| ---------------------------------- | ------------------------------------------ | ------------ | ------------ | ------------ | ------------ |
| Estados Unidos (2 destinos)        |                                            |              |              |              |              |
| Miami                              | Aeropuerto Internacional de Miami          |              |              |              |              |
| Orlando                            | Aeropuerto Internacional de Orlando        |              |              |              |              |
| México (1 destino)                 |                                            |              |              |              |              |
| Cancún                             | Aeropuerto Internacional de Cancún         |              |              |              |              |
| Centroamérica y El Caribe          |                                            |              |              |              |              |
| Aruba (1 destino)                  |                                            |              |              |              |              |
| Oranjestad                         | Aeropuerto Internacional Reina Beatriz     |              |              |              |              |
| Bonaire (1 destino)                |                                            |              |              |              |              |
| Kralendijk                         | Aeropuerto Internacional Flamingo          |              |              |              |              |
| Cuba (2 destinos)                  |                                            |              |              |              |              |
| Holguín                            | Aeropuerto Internacional Frank País        |              |              |              |              |
| Varadero                           | Aeropuerto Juan Gualberto Gómez            |              |              |              |              |
| Curazao (1 destino)                |                                            |              |              |              |              |
| Willemstad                         | Aeropuerto Internacional Hato              |              |              |              |              |
| Jamaica (1 destino)                |                                            |              |              |              |              |
| Montego Bay                        | Aeropuerto Internacional Sangster          |              |              |              |              |
| Panamá (1 destino)                 |                                            |              |              |              |              |
| Ciudad de Panamá                   | Aeropuerto Internacional de Tocumen        |              |              |              |              |
| República Dominicana (2 destinos)  |                                            |              |              |              |              |
| Puerto Plata                       | Aeropuerto Internacional Gregorio Luperón  |              |              |              |              |
| Punta Cana                         | Aeropuerto Internacional de Punta Cana     |              |              |              |              |
| Europa                             |                                            |              |              |              |              |
| Chipre (4 destinos)                |                                            |              |              |              |              |
| Lárnaca                            | Aeropuerto Internacional de Lárnaca        |              |              |              |              |
| Pafos                              | Aeropuerto Internacional de Pafos          |              |              |              |              |
| Croacia (1 destino)                |                                            |              |              |              |              |
| Pula                               | Aeropuerto de Pula                         |              |              |              |              |
| España (10 destinos)               |                                            |              |              |              |              |
| Alicante                           | Aeropuerto de Alicante                     |              |              |              |              |
| Fuerteventura                      | Aeropuerto de Fuerteventura                |              |              |              |              |
| Gerona                             | Aeropuerto de Gerona                       |              |              |              |              |
| Gran Canaria                       | Aeropuerto de Gran Canaria                 |              |              |              |              |
| Jerez de la Frontera               | Aeropuerto de Jerez                        |              |              |              |              |
| Lanzarote                          | Aeropuerto de Lanzarote                    |              |              |              |              |
| Palma de Mallorca                  | Aeropuerto de Palma de Mallorca            |              |              |              |              |
| Málaga                             | Aeropuerto de Málaga-Costa del Sol         |              |              |              |              |
| Menorca                            | Aeropuerto de Menorca                      |              |              |              |              |
| Tenerife                           | Aeropuerto de Tenerife Norte               |              |              |              |              |
| Francia (1 destino)                |                                            |              |              |              |              |
| París                              | Aeropuerto de París-Charles de Gaulle      |              |              |              |              |
| Grecia (9 destinos)                |                                            |              |              |              |              |
| Corfú                              | Aeropuerto de Corfú                        |              |              |              |              |
| Cos                                | Aeropuerto de Cos                          |              |              |              |              |
| Heraclión                          | Aeropuerto de Heraclión                    |              |              |              |              |
| Isla de Samos                      | Aeropuerto de Samos                        |              |              |              |              |
| Kárpatos                           | Aeropuerto de Kárpatos                     |              |              |              |              |
| Lesbos                             | Aeropuerto de Lesbos                       |              |              |              |              |
| Préveza                            | Aeropuerto de Préveza                      |              |              |              |              |
| Rodas                              | Aeropuerto Internacional de Rodas-Diágoras |              |              |              |              |
| Zante                              | Aeropuerto de Zante                        |              |              |              |              |
| Italia (2 destinos)                |                                            |              |              |              |              |
| Rímini                             | Aeropuerto de Rímini                       |              |              |              |              |
| Venecia                            | Aeropuerto de Venecia                      |              |              |              |              |
| Macedonia del Norte (1 destino)    |                                            |              |              |              |              |
| Ohrid                              | Aeropuerto de Ohrid                        |              |              |              |              |
| Portugal (4 destinos)              |                                            |              |              |              |              |
| Faro                               | Aeropuerto de Faro                         |              |              |              |              |
| Isla Terceira                      | Aeropuerto de Isla Terceira                |              |              |              |              |
| Madeira                            | Aeropuerto de Madeira                      |              |              |              |              |
| São Miguel                         | Aeropuerto de São Miguel                   |              |              |              |              |
| Turquía (4 destinos)               |                                            |              |              |              |              |
| Antalya                            | Aeropuerto de Antalya                      |              |              |              |              |
| Bodrum                             | Aeropuerto de Bodrum                       |              |              |              |              |
| Dalaman                            | Aeropuerto de Dalaman                      |              |              |              |              |
| Esmirna                            | Aeropuerto de Esmirna                      |              |              |              |              |
| África                             |                                            |              |              |              |              |
| Cabo Verde (2 destinos)            |                                            |              |              |              |              |
| Isla de Boa Vista                  | Aeropuerto Internacional Aristides Pereira |              |              |              |              |
| Isla de Sal                        | Aeropuerto Internacional Amílcar Cabral    |              |              |              |              |
| Egipto (4 destinos)                |                                            |              |              |              |              |
| Hurghada                           | Aeropuerto Internacional de Hurghada       |              |              |              |              |
| Luxor                              | Aeropuerto Internacional de Luxor          |              |              |              |              |
| Marsa Alam                         | Aeropuerto Internacional de Marsa Alam     |              |              |              |              |
| Sharm el-Sheij                     | Aeropuerto de Sharm el-Sheij               |              |              |              |              |
| Gambia (1 destino)                 |                                            |              |              |              |              |
| Banjul                             | Aeropuerto Internacional de Yundum         |              |              |              |              |
| Kenia (1 destino)                  |                                            |              |              |              |              |
| Mombasa                            | Aeropuerto Internacional Moi               |              |              |              |              |
| Tanzania (1 destino)               |                                            |              |              |              |              |
| Zanzíbar                           | Aeropuerto Internacional de Zanzíbar       |              |              |              |              |
| Túnez (2 destinos)                 |                                            |              |              |              |              |
| Monastir                           | Aeropuerto de Monastir                     |              |              |              |              |
| Yerba                              | Aeropuerto de Yerba                        |              |              |              |              |
| Asia                               |                                            |              |              |              |              |
| Emiratos Árabes Unidos (1 destino) |                                            |              |              |              |              |
| Dubái                              | Aeropuerto Internacional de Dubái          |              |              |              |              |
| Jordania (1 destino)               |                                            |              |              |              |              |
| Áqaba                              | Aeropuerto de Áqaba                        |              |              |              |              |
| Nepal (1 destino)                  |                                            |              |              |              |              |
| Katmandú                           | Aeropuerto Internacional de Katmandú       |              |              |              |              |